# 中立主義
中立主義（ちゅうりつしゅぎ、英: Neutralism）とは、国際関係の上で戦時・平時を問わず中立を維持することを基本としている外交上の立場である。

## 概説
通常は特定の軍事同盟などに加盟せず、他国間の国際紛争にも介入しない状態を維持する。
中立主義を外交の基本方針としている国家のことを永世中立国と呼ぶ。このうち武装しての中立は武装中立に、武装しない中立は非武装中立に分けられる。類似の概念には孤立主義などの相互不干渉主義、東西冷戦期の非同盟主義などがある。なお、戦時国際法では中立国の中立法規が定められている。
中立主義の目的は、平和主義や国際主義の他、大国間のバランスにより自国の独立や地域主義を守るなど、時代や地域や立場によってさまざまである。

## スウェーデンの例
スウェーデン王国においては、1843年にイギリスとロシア帝国に対して中立政策を表明したことがその源流となった。スウェーデンでは、これを中立外交と呼んでいるが、以後およそ180年に渡って中立主義を維持してきた（ただし、19世紀半ばは瀬戸際外交、第二次世界大戦期には、中立義務違反を犯している）。これを「戦時の中立のための非同盟」または「中立国スウェーデン」と言う。
中立国スウェーデン（Neutrala Sverige）は、スウェーデン側でも用いられてきた経緯があり、中立主義は、スウェーデンの伝統とも言うべき外交政策であった。また、20世紀中には外交政策に加え、武装中立政策を推進していた。冷戦終結とソビエト連邦の崩壊後、スウェーデンの中立政策は徐々に解消され、1995年、スウェーデンは欧州連合に加盟し、EUの共通外交・安全保障政策と連携した 。2022年、ロシアによる本格的なウクライナ侵攻後、スウェーデン政府はNATOへの加盟を申請し、2023年3月にNATOへ加盟した事で、スウェーデンの約200年間に及んだ中立政策が幕を下ろした。